# Rhabdopygella
Genre
Rhabdopygella est un genre d'opilions laniatores de la famille des Assamiidae.

## Distribution
Les espèces de ce genre se rencontrent en Tanzanie et au Congo-Kinshasa.

## Liste des espèces
Selon World Catalogue of Opiliones (16/06/2021) :
- Rhabdopygella ferruginea Roewer, 1935
- Rhabdopygella laevis Roewer, 1935

## Publication originale
- Staręga, 1992 : « An annotated check-list of harvestmen, excluding Phalangiidae, of the Afrotropical Region (Opiliones). » Annals of the Natal Museum, vol. 33, no 2, p. 271–336 (texte intégral).